# 바트야니 페렌츠
네메튀바르의 바트야니 페렌츠(헝가리어: Ferenc Batthyány de Németújvár, 헝가리어: Németújvári Batthyány Ferenc, 크로아티아어: Franjo Baćan, 1497년 11월 27일 ~ 1568년 11월 28일)는 16세기 헝가리의 저명한 귀족, 군인, 정치인으로, 바트가니가의 일원이다. 바트야니가는 헝가리와 후에 오스트리아-헝가리와의 중요한 역할을 했던 유서 깊은 귀족 가문이다.

## 생애

### 출생과 가문 배경
바트야니 페렌츠는 1497년 11월 27일, 헝가리 왕국의 대표적인 귀족 가문인 바트야니 가문에서 태어났다. 이 가문은 서헝가리 지역에 광대한 영지를 보유하고 있었으며, 왕실과 긴밀한 관계를 유지하고 있었다.

### 정치 및 군사 활동
그는 젊은 시절부터 정치와 군사에 참여했고, 특히 오스만 제국의 침공에 대응하는 헝가리 방위 전선에서 중요한 역할을 했다. 1526년의 모하치 전투 이후 헝가리 왕국이 분열되자, 합스부르크가를 지지하며 헝가리 서부와 트란실바니아에서 영향력을 강화했다. 이는 헝가리의 서부 지역이 오스트리아와 더 가까운 관계를 맺게 되는 기반이 됐다.

### 종교 문제에 대한 입장
16세기는 유럽 전역에서 종교개혁이 확산되던 시기였으며, 헝가리 역시 개신교의 영향 아래 놓이게 됐다. 그러나 바트야니 페렌츠는 가톨릭 신앙을 고수하며 여러 수도원과 교회를 후원했고, 지역 내 헝가리의 로마 가톨릭교회 유지에 기여했다.

### 영지와 문화 후원
그는 자신의 중심 영지인 네메튀바르를 비롯한 여러 지역에서 건축과 문화적 후원을 지속했다. 그의 통치 아래 바트야니가는 헝가리 서부의 가장 강력한 귀족 세력으로 자리 잡았다.

### 사망과 매장
바트야니 페렌츠는 1566년 11월 28일 69세의 나이로 세상을 떠났다. 사인은 자연사로 추정되며, 그는 가문의 중심지인 네메튀바르에, 현재의 오스트리아 부르겐란트 지역에 있는 바트야니가의 묘소에 묻혔다.
| 전임 이반 카를로비크 | 크로아티아의 총독 1522년 ~ 1531년 | 후임 시몬 에를뢰디 |